# 39-й отдельный танковый полк
39-й отдельный танковый полк — тактическое формирование Красной армии в годы Великой Отечественной войны.

## Полное действительное наименование
39-й отдельный танковый Киевский Краснознамённый, орденов Суворова, Кутузова и Александра Невского полк

## История
В составе Действующей Армии с 20.11.1942 по 12.02.1943 с 13.05.1943 по 11.05.1945

## Подчинение
| Дата            | Фронт (округ)            | Армия                 |
| --------------- | ------------------------ | --------------------- |
| 01.10.1942 года | Московский военный округ |                       |
| 01.11.1942 года | Московский военный округ |                       |
| 01.12.1942 года | Калининский фронт        | 22-я армия            |
| 01.01.1943 года | Калининский фронт        | 22-я армия            |
| 01.02.1943 года | Калининский фронт        | 3-я ударная армия     |
| 01.03.1943 года | Московский военный округ |                       |
| 01.04.1943 года | Московский военный округ |                       |
| 01.05.1943 года | Московский военный округ |                       |
| 01.06.1943 года | Степной военный округ    | 27-я армия            |
| 01.07.1943 года | Степной военный округ    | 27-я армия            |
| 01.08.1943 года | Воронежский фронт        | 6-я гвардейская армия |
| 01.09.1943 года | Воронежский фронт        | 27-я армия            |
| 01.10.1943 года | Воронежский фронт        | 38-я армия            |
| 01.11.1943 года | 1-й Украинский фронт     | 38-я армия            |
| 01.12.1943 года | 1-й Украинский фронт     | 38-я армия            |
| 01.01.1944 года | 1-й Украинский фронт     | 38-я армия            |
| 01.02.1944 года | 1-й Украинский фронт     | 38-я армия            |
| 01.03.1944 года | 1-й Украинский фронт     | 38-я армия            |
| 01.04.1944 года | 1-й Украинский фронт     | 38-я армия            |
| 01.06.1944 года | 1-й Украинский фронт     | 3-я гвардейская армия |
| 01.07.1944 года | 1-й Украинский фронт     | 3-я гвардейская армия |
| 01.08.1944 года | 1-й Украинский фронт     | 3-я гвардейская армия |
| 01.09.1944 года | 1-й Украинский фронт     | 3-я гвардейская армия |
| 01.05.1944 года | 1-й Украинский фронт     | 5-я гвардейская армия |
| 01.10.1944 года | 1-й Украинский фронт     | 5-я гвардейская армия |
| 01.11.1944 года | 1-й Украинский фронт     | 5-я гвардейская армия |
| 01.12.1944 года | 1-й Украинский фронт     | 5-я гвардейская армия |
| 01.01.1945 года | 1-й Украинский фронт     | 5-я гвардейская армия |
| 01.02.1945 года | 1-й Украинский фронт     | 5-я гвардейская армия |
| 01.03.1945 года | 1-й Украинский фронт     | 5-я гвардейская армия |
| 01.04.1945 года | 1-й Украинский фронт     | 5-я гвардейская армия |
| 01.05.1945 года | 1-й Украинский фронт     | 5-я гвардейская армия |

С 10 июня 1945 года до расформирования 5-й гв. А. входил в состав Центральной группы войск.
В декабре 1946 года управление армии было расформировано, а полк переведён в СССР в состав 13-й гвардейской мотострелковый Полтавской ордена Ленина дважды Краснознамённой орденов Суворова и Кутузова дивизии 38-й армии ПрикВО (до 1957-г., ЮГВ, а с 1957 г. 21-й гвардейская танковая Полтавская ордена Ленина дважды Краснознамённая орденов Суворова и Кутузова дивизия), как 15 танковый Киевский Краснознамённый орденов Суворова, Кутузова и Александра Невского полк. А с 1965 года — 13-я гвардейская танковая Полтавская ордена Ленина дважды Краснознамённая орденов Суворова и Кутузова дивизия, как 201 танковый Киевский Краснознамённый орденов Суворова, Кутузова и Александра Невского полк.
Полк прошёл славный боевой путь. За отличие в боях за овладение г. Киевом полку присвоено наименование Киевский, и в дальнейшем его наименование стало как 39-й Киевский отдельный танковый полк.(Приказ Верховного Главнокомандующего от 17 ноября 1943 года № 42).
В боях за освобождение страны отважно сражались многие воины полка и среди них рота под командованием ст. лейтенанта А. И. Халаменюка, которая 12 января вступила в единоборство с танками «тигр» и подбила 3 из них. В этом бою у Халаменюка кончились все бронебойные снаряды. И тогда бесстрашный офицер на горящем танке таранным ударом врезался во вражескую машину. Оба танка взорвались. Так погиб А. И. Халаменюк. За высокое боевое мастерство, мужество и смелость 10 апреля 1945 года А. И. Халаменюку было посмертно присвоено звание Героя Советского Союза. Зачислен навечно в списки воинской части. Похоронен он в польском селе Янино. Его именем названа улица в Кременчуге, где установлена мемориальная доска.
Литература
За мужество и отвагу. Харьков, 1984. С. 396—398.
Навечно в строю. М., 1973. Кн. 6. С. 67—78.
В этом бою он погиб. За высокое боевое мастерство, мужество и смелость 10 апреля 1945 года А. И. Халаменюку было посмертно присвоено звание Героя Советского Союза. Зачислен навечно в списки воинской части.

## Состав 201 тп на 1972 г
- В 1972 году полк был вооружён танками Т-62, имея организационно-штатную структуру танкового полка танковой дивизии.
В его состав входили:
- Управление и штаб полка
- три танковых батальона — по 31 танку Т-62 плюс танк командира полка. Все батальоны трёхротного состава, в каждом батальоне свой взвод ТО
- зенитная батарея — 4 ЗСУ-57, 4 ЗСУ-23-4 «Шилка»
- разведывательная рота — 3 ПТ-76, БТР-60, БТР-72
- рота связи
- рота химзащиты
- ремонтная рота — СПК-5, БТТ-1 (ИСУ-Т), Вт-55, БТС-4
- инженерно-сапёрная рота — 3 ПМЗ, 2 МТ-55А, МТУ-20, БАТ-УМ1, ТММ
- автомобильная рота
- комендантский взвод
- хозяйственный взвод
- санчасть
- моторизованный взвод автоматчиков

## Командование
| Дата               | Командиры полка             | Звание       |
| ------------------ | --------------------------- | ------------ |
| на 08.43, на 11.43 | Пушкарёв Сергей Филиппович  | подполковник |
| на 01.45           | Серов Михаил Алексеевич     | подполковник |
| на 05.45           | Алексеев Алексей Филиппович | майор        |

| Должность                                     | Фамилия, имя, отчество     | Звание                        | Дата |
| --------------------------------------------- | -------------------------- | ----------------------------- | ---- |
| Начальники штаба полка                        | Потокин Василий Сергеевич, | майор (убит 19.04.1945 — ОБД) |      |
| Заместитель командира полка по строевой части | Куреда Иван Петрович       | майор (убит 12.12.1943 — ОБД) |      |

## Отличившиеся воины
За воинскую доблесть в годы войны удостоены звания Героя Советского Союза:
- Колодченко, Борис Георгиевич, командир танка, техник-лейтенант.
- Пушкарёв, Сергей Филиппович, командир полка, подполковник.
- Халаменюк, Александр Иосифович, командир роты, старший лейтенант.

## Награды и наименования
| Награда, наименование      | Дата                 | За что получена |
| -------------------------- | -------------------- | --- |
| «Киевский»                 | 17.11.1943           | За отважные и умелые действия личного состава в боях за освобождение Киева |
| Орден Красного Знамени     | 19 февраля 1945 года | За образцовое выполнение заданий командования в боях при прорыве обороны немцев западнее Сандомира и проявленные при этом доблесть и мужество |
| Орден Суворова III степени | 19 февраля 1945 года | За образцовое выполнение заданий командования в боях с немецкими захватчиками, за овладение городами Ченстохов, Пшедбуж, Радомско и проявленные при этом доблесть и мужество |
| Орден Кутузова III степени | 04.06.1945           | За образцовое выполнение заданий командования в боях с немецкими захватчиками при овладении городом Дрезден и проявленные при этом доблесть и мужество |
| Орден Александра Невского  | 28 мая 1945          | За образцовое выполнение заданий командования в боях при прорыве обороны немцев на рейке Нейссе и овладении городами Коттбус, Люббен, Цоссен, Беелитц, Лукенвальде, Тройенбритцен, Цана, Мариенфельде, Греббин, Рангсдорф, Дидерсдорф, Кельтов и проявленные при этом доблесть и мужество. |